# Ufeus sagittarius
Ufeus sagittarius là một loài bướm đêm trong họ Noctuidae.